# Кордильера-де-Карабая
Кордильера-де-Карабая (исп. Cordillera Carabaya) — горный хребет на юго-востоке Перу, расположенный между верховьями рек бассейна Мадре-де-Дьос и Паукартамбо. Является структурным продолжением Центральных Кордильер Перу.
Протяжённость хребта составляет более 200 км. Высшая точка — гора Щио (5800 м). Хребет расчленён глубокими ущельями рек; имеется современное оледенение, снеговая линия лежит на высоте около 5000 м. На склонах произрастают горные влажнотропические леса.